# Centrobasket 1977
El Centrobasket 1977, también conocido como el VII Campeonato de baloncesto de Centroamérica y el Caribe, fue la 7.ª edición del campeonato regional de Centroamérica y el Caribe de la FIBA Américas. Se celebró en la Ciudad de Panamá, Panamá del 2 al 9 de septiembre de 1977.
La República Dominicana ganó su primer título. Puerto Rico y Panamá se llevaron la medalla de plata y la medalla de bronce, respectivamente.

## Equipos participantes
- Antillas Neerlandesas
- El Salvador
- Honduras
- México
- Panamá (anfitrión)
- Puerto Rico
- República Dominicana

## Resultados

### Posiciones
| Pos.              | Equipo                | Récord |
| ----------------- | --------------------- | ------ |
| Medalla de oro    | República Dominicana  | 6 - 3  |
| Medalla de plata  | Puerto Rico           | 8 - 1  |
| Medalla de bronce | Panamá                | 6 - 3  |
| 4                 | México                | 4 - 5  |
| 5                 | El Salvador           | 2 - 4  |
| 6                 | Honduras              | 1 - 5  |
| 7                 | Antillas Neerlandesas | 0 - 6  |

### Campeón
| Campeón República Dominicana |
| Primer título                |